# Buellia abstracta
Buellia abstracta är en lavart som beskrevs av Henri Jacques François Olivier. 
Buellia abstracta ingår i släktet Buellia och familjen Physciaceae. Inga underarter finns listade i Catalogue of Life.